# Roman Dziarski
Roman Dziarski (ur. 11 grudnia 1949  w Warszawie) – polski immunolog i mikrobiolog mieszkający i pracujący w Stanach Zjednoczonych, profesor Szkoły Medycznej Uniwersytetu Indiany.

## Życiorys
Absolwent VI Liceum Ogólnokształcącego im. Tadeusza Reytana w Warszawie (1967) i Wydziału Biologii Uniwersytetu Warszawskiego, gdzie obronił pracę magisterską z zakresu mikrobiologii i genetyki napisaną pod kierunkiem Romana Mycielskiego (1972). W latach 1973–1977 pracował naukowo w Państwowym Zakładzie Higieny, w którym uzyskał stopień doktora (1977, promotor Janusz Jelijaszewicz).
W 1977 wyemigrował do Stanów Zjednoczonych. W latach 1977–1985 pracował w Pennsylvania College of Pediatric Medicine w Filadelfii, a w latach 1985–2021 w Szkole  Medycznej Uniwersytetu Indiany w Indianapolis, w której w 1991 uzyskał stanowisko profesora mikrobiologii i immunologii (tenure). Od 2021 profesor emeritus Uniwersytetu Indiany.
Prace badawcze Romana Dziarskiego były poświęcone m.in. odpowiedzi odpornościowej i funkcjom biologicznym peptydoglikanu. Współodkrywca nowej grupy białek o nazwie PGRP (ang. peptidoglycan recognition proteins) łączących się z peptydoglikanem i uczestniczących w reakcjach odpornościowych organizmu. W czerwcu 2025, według bazy danych Google Scholar, jest autorem ponad 150 publikacji naukowych, które zostały cytowane ponad 15 000 razy, i miał wskaźnik Hirscha równy 54. Członek American Association of Immunologists, American Society for Microbiology, Society for Leukocyte Biology oraz International Endotoxin Society.

## Publikacje książkowe
- How We Outwitted and Survived the Nazis: The True Story of the Holocaust Rescuers, Zofia Sterner and Her Family, Cherry Orchard Books, Boston 2023, ISBN 979-88-87191-97-3
- Jak przechytrzyliśmy i przeżyliśmy hitlerowców, BookEdit, Kiełpin, Polska, 2025, ISBN 978-83-68032-90-1